# Visconde da Praia Grande de Macau
Visconde da Praia Grande de Macau é um título nobiliárquico criado por D. Luís I de Portugal, por Decreto de 10 de Dezembro de 1862, em favor de Isidoro Francisco Guimarães.
Titulares
1. Isidoro Francisco Guimarães, 1.º Visconde da Praia Grande de Macau.